# Pierre de Boisdeffre
Pierre de Boisdeffre (* 11. Juli 1926 in Paris; † 23. Mai 2002 ebenda) war ein französischer Staatsbeamter, Diplomat, Autor und Literaturkritiker.

## Leben und Werk
Pierre Néraud Le Mouton de Boisdeffre, alias Pierre de Boisdeffre war der Enkel des Generals Raoul Le Mouton de Boisdeffre (1839–1919). Er wuchs in La Châtre auf, war Schüler im Lycée Condorcet und im Collège Stanislas+ (Paris) und studierte an der ENA (École nationale d’administration). Seine Karriere führte ihn (über das Erziehungsministerium und das Außenministerium) von 1964 bis 1968 an die Spitze der ORTF (Office de Radiodiffusion Télévision Française). Nach 1968 wich er in den diplomatischen Dienst aus und war, nach Positionen in London, Brüssel, sowie bei der UNESCO, von 1981 bis 1984 Botschafter in Uruguay, von 1984 bis 1988 in Kolumbien und von 1988 bis zur Pensionierung 1991 beim Europarat.

Der konservative Gaullist Boisdeffre, der auch kirchlich rechts stand, überraschte 1998 mit einem Sympathiebekenntnis zu François Mitterrand. Als Literaturkritiker hinterließ er ohne höhere literaturwissenschaftliche Weihen eine beeindruckende Fülle umfangreicher und erfolgreicher Publikationen zur (vor allem französischen) Literatur des 20. (weniger des 19.) Jahrhunderts. 

Boisdeffre war Offizier der Ehrenlegion. Die Académie française verlieh ihm mehrere Preise.

## Werke